# My Super Psycho Sweet 16 2
My Super Psycho Sweet 16 2 è un film per la televisione del 2010 diretto da Jacob Gentry, trasmesso su MTV il 22 ottobre 2010.
In Italia è stato trasmesso su MTV Italia il 27 novembre 2012.

## Trama
Dopo il massacro al Roller-Dome, Skye Rotter, ricercata dalla polizia perché è l'unica a sapere cosa sia veramente successo, si trasferisce in una piccola cittadina lontana centinaia di miglia da casa sua, dove tenta di cominciare una nuova vita con la madre Carolyn Bell, che l'ha abbandonata da piccola e si è rifatta una vita, sposandosi nuovamente: Skye si ritrova così ad avere una sorellastra, Alex. Inizialmente le due ragazze non hanno un bel rapporto, ma presto si aprono l'una all'altra; Skye si avvicina anche alla madre, che le chiede di non dire ad Alex che il suo precedente marito è stato assassinato.
Durante una festa al Bone Yard, Charlie Rotter uccide diversi invitati, compresa Carolyn, finché Skye non lo pugnala al petto. Tempo dopo, Alex vive con i nonni e Skye da Brigg nella sua città natale.